# Queercore: How to Punk a Revolution
Pour plus de détails, voir Fiche technique et Distribution.
Queercore: How to Punk a Revolution est un film documentaire allemand de 2017 de Yony Leyser sur le mouvement social et culturel connu sous le nom de Queercore. Le documentaire est axé sur les divers éléments du mouvement, notamment la culture zine, la musique, le cinéma et l'activisme.

## Fiche technique
- Titre : Queercore: How to Punk a Revolution
- Réalisation : Yony Leyser
- Scénario : Yony Leyser
- Musique : Hyenaz
- Production : Nina Berfelde, Scott Crary, Thomas Janze, Yony Leyser
- Société(s) de distribution : Altered Innocence (États-Unis), Arte, Edition Salzgeber.
- Pays d'origine :  Allemagne
- Langue originale : anglais
- Genre : Documentaire
- Durée : 83 minutes
- Dates de sortie : Allemagne : 7 décembre 2017

## Distribution
- Lynn Breedlove
- Kim Gordon
- Kathleen Hanna
- Silas Howard
- G. B. Jones
- Bruce LaBruce
- Genesis P-Orridge
- Peaches
- John Waters